# Mohammad Husseini Schirazi
Muhammad ibn Mahdi al-Hussaini asch-Schirazi (arabisch سيد محمد بن مهدي الحسيني الشيرازي, DMG Saiyid Muḥammad b. Mahdī al-Ḥusainī aš-Šīrāzī, auch al-Shirazi; * 1928 in Nadschaf; † 2001) war ein irakischer prominenter Kleriker (Großajatollah) mit mehr als 1200 Buchveröffentlichungen aus den Bereichen Jurisprudenz, Theologie, Politikwissenschaften, Soziologie, Wirtschaftswissenschaften und Menschenrechte.

## Leben
Muhammad Schirazi wurde 1928 (Jahr 1347 des Islamischen Kalenders) im irakischen Nadschaf in eine Familie traditionsreicher schiitischer Kleriker geboren. Mitglieder seiner Familie waren häufig Kleriker, einige von ihnen hatten den Status eines Mardschaʿ-e Taghlid erlangt, so Mohammad Hasan Schirazi und Muhammad Taqi Schirazi. Sein Vater, Großajatollah Mehdi Schirazi war der Mardschaʿ-e Taghlid seiner Zeit. Die Familie führt ihre Herkunft auf den Propheten Mohammad zurück. Großajatollah asch-Schirazi starb 2001. Sein Vermächtnis wird bewahrt und weitergeführt durch die von ihm gesetzten Hawza. Schirazis Bruder Sadiq Hosseini Schirasi, der ebenfalls religiöse Autorität verkörpert, trägt Gedanken und das Vermächtnis seines Bruders weiter.
1971 ging asch-Schirazi aus dem Irak in den Libanon, um von dort aus seinen Widerstandes gegen die Baath-Partei fortzusetzen, die seit 1971 die Macht im Irak innehatte. Später lebte asch-Schirazi in Kuwait und migrierte 1979, nach dem Beginn der Revolution im Iran in die iranische Stadt Ghom. Seinem Aufenthalt in Kuwait werden Auswirkungen auf den ökumenischen Dialog zwischen Sunniten und Schiiten nachgesagt.
Zu den wesentlichen Zielsetzungen, die asch-Schirazi angestrebte, waren Freiheit, insbesondere Meinungsfreiheit, politische Pluralität, Vergebung von Schuld, Toleranz und allumfassende Herrschaft des Islam.

## Islamische Revolution im Iran
asch-Schirazi unterstützte den Sturz des Schahs Mohammad Reza Pahlavi und die Machtergreifung durch Ajatollah Ruhollah Chomeini im Iran. Im Unterschied zu anderen hochgestellten Persönlichkeiten des Islams übernahm asch-Schirazi kein öffentliches Amt und äußerte auch Kritik an Missständen nach der Revolution.

## Verfolgung im Iran
Anhänger Schirazis erleiden im Iran andauernde Verfolgung. So wurde einer der Söhne Schirazis' Morteza 1995 für 18 Monate verhaftet. Nach der Haft ging er nach Syrien, wo er um politisches Asyl nachsuchte. Die Verfolgung und Folterung von Seyd Morteza Schirazi wurde in einem 34-seitigen Offenen Brief durch Ahmad Azari Qomi in Massenmedien außerhalb Irans (so in der Londoner Zeitschrift Nimroozb) öffentlich gemacht. Als Folge fielen der Großajatollah Ahmad Azari Qomi und Hossein Ali Montazeri bei der iranischen Staatsführung unter dem Staatsoberhaupt Ajatollah Ali Chamene’i in Ungnade.
Amnesty International berichtet über die Angriffe des politischen Establishments Irans auf die Anhänger Schirazis wie folgt: 

„Viele Anhänger des Großayatollah Sayed Mohammad Shirazi wurden [im Verlauf des Jahres 1998] verhaftet. Im Januar wurde Scheich Mohammad Amin Ghafoori, ein bekannter Kleriker und religiöser Autor mit seiner Frau zusammen mit Sayed Hossein Fali in Qom verhaftet. Es gab Berichte, dass sie während der Haft geschlagen und gefoltert wurden. Sayed Hossein Fali wurde nach Berichten im Juni freigelassen. Von Scheich Mohammad Amin Ghafoori wurde berichtet, dass er im Juli durch das Sondergericht für Kleriker zu einer 2½-jährigen Haftstrafe verurteilt wurde – durch ein Gericht, dessen Verfahrensweisen bei weitem nicht den internationalen Rechtsstandards entsprechen. Im Oktober wurden nach Berichten fünf weitere Anhänger des Großayatollah Shirazi, darunter Reza Sultani, verhaftet und bis zum Jahresende in Isolationshaft festgehalten. Scheich Sadiq Za'eemiyan wurde ebenfalls schikaniert.“

„Sieben Studenten, die im November offensichtlich aufgrund ihrer Verbindungen zu Großayatollah Shirazi verhaftet wurden (siehe die Amnesty International Reports 1996 und 1997), wurden im Juni wieder freigelassen. Jedoch wurden zwei von Ihnen, Aman Allah Bushehri und Sheikh Mohammad Qahtani, im Juli und August nach Berichten erneut inhaftiert.“

„Nach Berichten bestehen die Foltermethoden, die gegen einige der Inhaftierten angewandt wurden, in Schlägen, langem Schlafentzug, Elektroschocks, und Exekutionsdrohungen nach Anbringen elektrischer Elektroden. Von Scheich Ali Maash wurde berichtet, dass er nach seiner Entlassung aufgrund der Folterungen medizinische Hilfe in Anspruch nehmen musste. Unter anderem wurde eine Zehe an seinem rechten Fuß gebrochen und blieb unbehandelt.“

## Veröffentlichungen
- The Qur’an When was it compiled?
- The Family
- On the question of the Bible and Christianity
- War, Peace & Nonviolence: An Islamic Perspective
- Islamic Beliefs For All
- Hajj: Duties and Rulings
- If Islam were to be established
- The Islamic System of Government
- Aspects of the Political Theory of Ayatollah Muhammad Shirazi